# Ахмед-хан Кубинский
Ахмед-хан Кубинский (азерб. Əhməd xan Qubalı) — седьмой хан Кубинского ханства.

## Правление
После смерти Фатали хана на престол взошел его старший сын Ахмед (1789-1791). Ахмед не был так талантлив, как его отец. В последние годы правления отец Ахмеда Фатали-хан улучшил отношения с Шекинским ханством, но с восхождением на престол Ахмеда конфликт заново обострился и шекинский хан Мухаммадгасан-хан восстал против Ахмед-хана, который приходился ему двоюродным братом. Понимая всю сложность борьбы с Ахмед-ханом в одиночку, шекинский хан решил привлечь на свою сторону шемахинцев. После известия о смерти Фатали-хана, сыновья бывшего Шемахинского хана Мухаммад-Саида, Аскер бек и Гасым бек, которые находились в Османской империи вместе с сыном Агаси-хана Мустафой беком Ширванским, приняли решение вернуться на родину, сначала они прибыли в Карабах, а затем в Шемаху. Шекинский хан Мухаммадгасан-хан принял решение вооружить сыновей бывшего Ширванского хана, также к ополчению примкнул сын Шекинского хана Манаф бек, который был наибом Шемахи, вместе они объединились и напали на Шемаху. Ахмед-хан не добившись успеха отступил в Губу. В итоге Мухаммадгасан-хан сумел восстановил власть своих полководцев в Шемахе. Управление Шемахой было возложено на Манаф бека. Через неделю полководцы решились захватить Шемаху и убили Манаф-бея, который был слаб и неумел в управлении. Ханом Ширвана был провозглашён Аскер бек, который являлся сыном Мухаммад-Саид хана. Мустафа бек Ширванский укрепился в Котеве в селении Алванд. В 1791 году между Ахмед-ханом Кубинским и Мирзой Мухаммад-ханом II из Баку возникли разногласия. Таким образом, со временем возникли конфликты между азербайджанскими ханствами объединёнными Фатали ханом. В 1791 году Ахмед-хан умер в Губе. Управление кубинским ханством досталось младшему брату Ахмед-хана 13-летнему Шейхали-хану, занимавшему на тот момент должность наиба в Сальянском султанате. Шейхали-хан поспешно прибыл в Губу и сел на ханский престол, а своего 7-летнего брата Гасан-агу назначил наместником Сальяна.